# Автомагістраль А82 (Франція)
Автомагістраль A82 — коротка французька автомагістраль, розташована між Орво та Сотрон на північний захід від Нанта, у французькому департаменті Атлантична Луара. У довгостроковій перспективі планувалося зв'язати Брест з Нантом, таким чином охоплюючи весь південь регіону Бретань.

## Маршрут
Його маршрут складається лише з короткого сегмента, розташованого між кільцевою дорогою Нанта та початком RN 165.

## Відмова від проекту Нант-Брест
У 1990-х роках планувалося привести всю РН 165 до стандартів автомагістралі до Бреста. Після завершення цієї роботи RN 165 став невід’ємною частиною A82. Для цього було б розширено або створено аварійні смуги, виправлено певні повороти (зокрема, повороти Даула), перероблено деякі з’їзди (смуги розгону та гальмування занадто короткі). Подібним чином на швидкісній дорозі було б прийнято знаки, які відповідають стандартам автомагістралі (пронумеровані з’їзди, сині знаки, картриджи «A82» і знаки «в’їзд/виїзд з автомагістралі» на розв’язках тощо). Також були б створені зони.
Наприкінці 2014 року проект був залишений. Префектура регіону Бретань заявила в вересні 2014, що «Приведення бретонських національних доріг до стандартів автострад – це проект, який вивчався у 80-х і 90-х роках, але який більше не стоїть на порядку денному. В жовтні 2014 правління Західного облавтодору остаточно ховає проект : «Ми продовжуємо працювати, але це більше не є частиною загальних амбіцій».

## Особливості
- 2 × 2 смуги
- Довжина: 2 кілометри
- Швидкість: 110 км/год